# توماس نيومان
توماس مونتغومري نيومان ويعرف اختصارًا بتوماس نيومان (بالإنجليزية: Thomas Newman)‏ ولد بتاريخ 20 أكتوبر 1955 في لوس أنجلوس، كاليفورنيا هو ملحن موسيقى أفلام أمريكي ترشّح لجائزة الأوسكار 13 مرة دون أن يفوز بها، ورُشّح لجوائز غولدن غلوب ثلاث مرات دون أن يُحققها أيضاً، فيما حقق جائزة إيمي مرة والبافتا مرتين، وقد قام بالتلحين في عدّة أفلام مشهورة من أبرزها الخلاص من شاوشانك عام 1994، وفيلما جيمس بوند سكايفول وسبكتر وكذلك فيلم الرسوم المتحركة وول-ي.

## حياته
توماس نيومان هو الابن الأصغر للملحن ألفريد نيومان وزوجته مارتا لويز، تخرج من جامعة يايل بدرجة ماجستير في التأليف الموسيقي.أخوه هو الملحن ديفيد نيومان وابن عمه هو المغني والملحن راندي نيومان. رشح توماس ثماني مرات لجائزة الأوسكار في تصنيف «أحسن موسيقى أصلية» من طرف أكاديمية الفنون والعلوم السينمائية، وفي الأخير عام 2006 عن فيلم الألماني الجيد للمخرج الأمريكي ستيفن سودبيرج. في عام 1994 تحصل على الجائزة المزدوجة.

## أعماله في التلفزيون الأمريكي

### شارات البداية
- ستة أقدام تحت الأرض
- غرفة الأخبار

### الموسيقى التصويرية
- غرفة الأخبار (الحلقة الأولى)

## أعماله في السينما الأمريكية
- انتقام المهووسين
- الخلاص من شاوشانك
- نساء صغيرات
- كيف تصنع لحاف أمريكي
- شخصي وعن قرب
- الظاهرة
- الجاموس الأمريكي
- محاكمة لاري فلينت
- أوسكار ولوسيندا
- هامس الأحصنة
- جمال أمريكي
- الميل الأخضر
- إيرين بروكوفيتش
- إسداء الخدمات
- طريق إلى الهلاك
- البحث عن نيمو
- ليموني سنيكتس:سلسلة من الأحداث المأساوية
- رأس الجرة
- الأطفال الصغار
- وال-إي
- الطريق الثوري
- الدين
- مكتب التعديل
- تعليمات
- فندق ماريغولد الغريب الأفضل
- المرأة الحديدية
- سكايفول
- آثار جانبية
- إنقاذ السيد بانكس
- انهض
- طيف
- شكرا لخدمتك
- جسر الجواسيس

## وصلات خارجية
- توماس نيومان على موقع IMDb (الإنجليزية)
- توماس نيومان على موقع ألو سيني (الفرنسية)
- توماس نيومان على موقع ميوزك برينز (الإنجليزية)
- توماس نيومان على موقع أول موفي (الإنجليزية)
- توماس نيومان على موقع بوكس أوفيس موجو (الإنجليزية)
- توماس نيومان على موقع قاعدة بيانات الأفلام السويدية (السويدية)
- توماس نيومان على موقع أول ميوزيك (الإنجليزية)
- توماس نيومان على موقع ديسكوغز (الإنجليزية)
- توماس نيومان على موقع قاعدة بيانات الفيلم (الإنجليزية)
- توماس نيومان على موقع كينوبويسك (الروسية)